# Лауреаты Премии Правительства Российской Федерации в области науки и техники (2016)
Лауреаты Премии Правительства Российской Федерации в области науки и техники 2016 года — перечень награждённых государственной наградой Российской Федерации, присужденной 74 соискателям (в их числе пять академиков и два члена-корреспондента Российской академии наук, 37 докторов наук и 16 кандидатов наук) за достижения в науке и технике в 2016 году.
Постановлением Правительства от 24 октября 2013 года № 954 с 1 января 2014 года учреждены 20 ежегодных премий в области науки и техники, в том числе пять премий за работы в сфере обороны и безопасности, в размере 2 млн рублей каждая.
Лауреаты определены Распоряжением Правительства РФ от 22 октября 2016 года № 2230-р по предложениям Межведомственного совета по присуждению премий Правительства Российской Федерации в области науки и техники.
В 2016 году премий Правительства удостоены работы по энергетике, разведке, добыче и переработке минеральных ресурсов, химии и новым материалам, металлургии, промышленному производству биопрепаратов, медицине, приборостроению и транспортному машиностроению.
Среди авторов — представители 13 субъектов Федерации, в том числе Москвы, Санкт-Петербурга, Алтайского края, Республики Татарстан, Воронежской, Волгоградской, Ростовской, Московской, Нижегородской и других областей.

## Легенда
Приводятся данные по премированной работе; фамилии лауреатов, их должность и место работы; номер абзаца в Постановлении

## Лауреаты
| номер | Лауреаты | Премированная работа |
| ----- | --- | --- |
| 1.    | Василяку Леониду Михайловичу, доктору физико-математических наук, профессору, главному научному сотруднику федерального государственного бюджетного учреждения науки Объединённый институт высоких температур Российской академии наук, руководителю работы, Амирову Равилю Хабибуловичу, доктору физико-математических наук, ученому секретарю, Самойлову Игорю Сергеевичу, кандидату физико-математических наук, ведущему научному сотруднику, — работникам того же учреждения; Бабичу Леониду Петровичу, доктору физико-математических наук, профессору, главному научному сотруднику федерального государственного унитарного предприятия «Российский федеральный ядерный центр — Всероссийский научно-исследовательский институт экспериментальной физики», Лойко Татьяне Васильевне, кандидату физико-математических наук, старшему научному сотруднику, Куцыку Игорю Михайловичу, доктору физико-математических наук, ведущему научному сотруднику, — работникам того же предприятия; Закревскому Дмитрию Эдуардовичу, кандидату физико-математических наук, заведующему лабораторией федерального государственного бюджетного учреждения науки Институт физики полупроводников им. А. В. Ржанова Сибирского отделения Российской академии наук, Бохану Петру Артемовичу, доктору физико-математических наук, главному научному сотруднику того же учреждения; Бочкову Виктору Дмитриевичу, кандидату технических наук, директору общества с ограниченной ответственностью «Импульсные технологии»; Яландину Михаилу Ивановичу, доктору технических наук, члену-корреспонденту Российской академии наук, главному научному сотруднику федерального государственного бюджетного учреждения науки Институт электрофизики Уральского отделения Российской академии наук | за фундаментальные исследования нелокальных процессов в электрических разрядах в плотных газах и создание устройств высоковольтной техники для импульсной энергетики                                                      |
| 2.    | Новакову Ивану Александровичу, доктору химических наук, профессору, академику Российской академии наук, президенту федерального государственного бюджетного образовательного учреждения высшего образования «Волгоградский государственный технический университет», руководителю работы, Ваниеву Марату Абдурахмановичу, доктору технических наук, доценту, заведующему кафедрой, Медведеву Василию Прокофьевичу, кандидату технических наук, доценту кафедры, — работникам того же учреждения; Медведеву Виктору Прокофьевичу, кандидату технических наук, доценту, директору общества с ограниченной ответственностью "КОМПАНИЯ «ЭЛАСТОМЕР» | за разработку и внедрение импортозамещающих синтетических покрытий на основе реакционно-способных олигомеров для устройства спортивных объектов                                                                           |
| 3.    | Кирпичникову Михаилу Петровичу, доктору биологических наук, академику Российской академии наук, декану факультета, заведующему кафедрой федерального государственного бюджетного образовательного учреждения высшего образования «Московский государственный университет имени М. В. Ломоносова», руководителю работы, Карповой Ольге Вячеславовне, доктору биологических наук, профессору кафедры того же учреждения; Василевичу Федору Ивановичу, доктору ветеринарных наук, профессору, академику Российской академии наук, ректору федерального государственного бюджетного образовательного учреждения высшего образования «Московская государственная академия ветеринарной медицины и биотехнологии — МВА имени К. И. Скрябина», Панину Александру Николаевичу, доктору ветеринарных наук, академику Российской академии наук, профессору кафедры того же учреждения; Еремцу Владимиру Ивановичу, доктору биологических наук, профессору, Раевскому Александру Андреевичу, кандидату биологических наук, заместителям директора федерального государственного бюджетного научного учреждения «Всероссийский научно-исследовательский и технологический институт биологической промышленности», Клюкиной Валентине Ивановне, Матвеевой Ирине Николаевне, докторам биологических наук, профессорам, заведующим отделами, Мельнику Николаю Васильевичу, доктору биологических наук, профессору, главному научному сотруднику, Нежуте Александру Александровичу, доктору биологических наук, кандидату технических наук, заведующему отделом, — работникам того же учреждения | за инновационные технологии промышленного производства биопрепаратов в агропромышленном комплексе Российской Федерации |
| 4.    | Шелыгину Юрию Анатольевичу, доктору медицинских наук, профессору, директору федерального государственного бюджетного учреждения «Государственный научный центр колопроктологии имени А. Н. Рыжих» Министерства здравоохранения Российской Федерации, руководителю работы, Ачкасову Сергею Ивановичу, доктору медицинских наук, профессору, руководителю отдела того же учреждения; Аглуллину Ильдару Рауфовичу, доктору медицинских наук, заведующему отделением государственного автономного учреждения здравоохранения «Республиканский клинический онкологический диспансер Министерства здравоохранения Республики Татарстан»; Киту Олегу Ивановичу, доктору медицинских наук, профессору, директору федерального государственного бюджетного учреждения «Ростовский научно-исследовательский онкологический институт» Министерства здравоохранения Российской Федерации; Пальцевой Екатерине Михайловне, доктору медицинских наук, доценту, заведующей отделением федерального государственного бюджетного научного учреждения «Российский научный центр хирургии имени академика Б. В. Петровского», Секачевой Марине Игоревне, доктору медицинских наук, врачу-онкологу того же учреждения; Расулову Арсену Османовичу, доктору медицинских наук, заведующему отделением федерального государственного бюджетного учреждения «Российский онкологический научный центр имени Н. Н. Блохина» Министерства здравоохранения Российской Федерации, Тюляндину Сергею Алексеевичу, доктору медицинских наук, профессору, заместителю директора того же учреждения; Скипенко Олегу Григорьевичу, доктору медицинских наук, профессору, руководителю учебно-методического центра хирургических технологий образовательных подразделений федерального государственного бюджетного учреждения «Федеральный научный центр трансплантологии и искусственных органов имени академика В. И. Шумакова» Министерства здравоохранения Российской Федерации; Франку Георгию Авраамовичу, доктору медицинских наук, профессору, академику Российской академии наук, заведующему кафедрой федерального государственного бюджетного образовательного учреждения дополнительного профессионального образования «Российская медицинская академия последипломного образования» Министерства здравоохранения Российской Федерации | за разработку и внедрение междисциплинарной стратегии в лечении колоректального рака |
| 5.    | Каляеву Игорю Анатольевичу, доктору технических наук, профессору, члену-корреспонденту Российской академии наук, научному руководителю направления федерального государственного автономного образовательного учреждения высшего образования «Южный федеральный университет», руководителю работы, Коробкину Владимиру Владимировичу, кандидату технических наук, заведующему лабораторией Научно-исследовательского института многопроцессорных вычислительных систем имени академика А. В. Каляева федерального государственного автономного образовательного учреждения высшего образования «Южный федеральный университет»; Алексанину Сергею Андреевичу, старшему преподавателю кафедры федерального государственного автономного образовательного учреждения высшего образования «Санкт-Петербургский национальный исследовательский университет информационных технологий, механики и оптики», Федосовскому Михаилу Евгеньевичу, кандидату технических наук, профессору, заведующему кафедрой того же учреждения; Жукову Алексею Геннадьевичу, кандидату технических наук, заместителю генерального директора — директору по производству и эксплуатации АЭС акционерного общества «Российский концерн по производству электрической и тепловой энергии на атомных станциях», Малахову Ивану Васильевичу, заместителю главного инженера филиала АО «Концерн Росэнергоатом» «Ростовская атомная станция», Шмидту Александру Олеговичу, заместителю начальника цеха того же филиала, Поварову Владимиру Петровичу, кандидату технических наук, заместителю генерального директора — директору филиала АО «Концерн Росэнергоатом» «Нововоронежская атомная станция», — работникам того же акционерного общества; Мельнику Эдуарду Всеволодовичу, доктору технических наук, заведующему отделом федерального государственного бюджетного учреждения науки Южного научного центра Российской академии наук; Тимофееву Александру Владимировичу, главному конструктору акционерного общества «Опытное Конструкторское Бюро Машиностроения имени И. И. Африкантова» | за разработку технологии интеллектуального управления, создание и внедрение на российских и зарубежных АЭС роботизированного транспортно-технологического комплекса перегрузки ядерного топлива                           |
| 6.    | Джанджгаве Гиви Ивлиановичу, доктору технических наук, профессору, генеральному конструктору, президенту акционерного общества «Раменское приборостроительное конструкторское бюро», руководителю работы, Бабиченко Андрею Викторовичу, доктору технических наук, директору учебно-научного центра того же акционерного общества, Герасимову Геннадию Ивановичу, директору по инновационным и перспективным разработкам и технологиям, Кавинскому Владимиру Валентиновичу, доктору технических наук, профессору, первому заместителю генерального директора, заместителю генерального конструктора, Орехову Михаилу Ильичу, доктору технических наук, профессору, главному конструктору, Никулину Александру Степановичу, кандидату технических наук, Шкреду Виктору Кузьмичу, ведущим математикам, — работникам того же акционерного общества; Неусыпину Константину Авенировичу, доктору технических наук, профессору федерального государственного бюджетного образовательного учреждения высшего образования «Московский государственный технический университет имени Н. Э. Баумана (национальный исследовательский университет)», Пролетарскому Андрею Викторовичу, доктору технических наук, профессору, декану факультета, Шаркову Антону Анатольевичу, ведущему инженеру научно-образовательного центра «Интеллектуальные системы», — работникам того же учреждения | за прицельно-навигационные комплексы с повышенными характеристиками точности, управляемости и отказоустойчивости |
| 7.    | Игнатову Александру Николаевичу, генеральному директору акционерного общества «Лыткаринский завод оптического стекла», руководителю работы, Головатому Алексею Владимировичу, ведущему инженеру, Патрикееву Владимиру Евгеньевичу, Понину Олегу Викторовичу, заместителям начальника научно-производственного комплекса, — работникам того же акционерного общества; Деркачу Владимиру Николаевичу, кандидату физико-математических наук, начальнику лаборатории Института лазерно-физических исследований федерального государственного унитарного предприятия «Российский федеральный ядерный центр — Всероссийский научно-исследовательский институт экспериментальной физики», Кошечкину Сергею Викторовичу, научному сотруднику, Шагаеву Александру Николаевичу, главному инженеру, — работникам того же института того же предприятия; Патрикееву Алексею Павловичу, кандидату экономических наук, генеральному директору акционерного общества «Швабе», Попову Сергею Викторовичу, доктору технических наук, доценту, первому заместителю генерального директора — заместителю генерального директора по НИОКР и инновационному развитию того же акционерного общества; Курунову Роману Федоровичу, доктору физико-математических наук, директору Научно-технического центра «ЛК и Т» акционерного общества «НИИЭФА им. Д. В. Ефремова» | за разработку технологии и создание промышленного производства высокоточных крупногабаритных активных элементов из фосфатного стекла нового поколения для оптических каналов сверхмощных лазерных термоядерных комплексов |
| 8.    | Куркину Сергею Александровичу, директору Рубцовского филиала акционерного общества «Научно-производственная корпорация „Уралвагонзавод“ имени Ф. Э. Дзержинского», руководителю работы, Бодянскому Александру Николаевичу, заместителю директора, Санькову Александру Анатольевичу, начальнику цеха, — работникам того же филиала того же акционерного общества, Штехману Владимиру Александровичу, бывшему заместителю главного конструктора того же акционерного общества; Захарову Сергею Владимировичу, руководителю службы акционерного общества "Научно-производственное объединение «Электромашина»; Сивцову Сергею Александровичу, кандидату технических наук, первому заместителю генерального директора, заместителю главного конструктора акционерного общества «Научно-конструкторское бюро вычислительных систем»; Загузову Владимиру Ивановичу, ведущему инженеру акционерного общества «Швабе — Приборы», Чистякову Александру Юрьевичу, начальнику сектора того же акционерного общества; Чиркину Александру Евгеньевичу, заместителю главного инженера, начальнику отделения акционерного общества «Центральный научно-исследовательский институт точного машиностроения»; Якубсону Сергею Евгеньевичу, кандидату технических наук, советнику отдела департамента Министерства обороны Российской Федерации | за создание и освоение промышленного производства подвижного разведывательного пункта ПРП-4А. |